# Lacipa picta
Lacipa picta är en fjärilsart som beskrevs av Jean Baptiste Boisduval 1847. Lacipa picta ingår i släktet Lacipa och familjen tofsspinnare. Inga underarter finns listade i Catalogue of Life.